# Gary Kildall
Gary A. Kildall, född 19 maj 1942, död 11 juli 1994, var en av vår tids datorpionjärer när det gäller operativsystem för datorer.
Kildall var son till en norsk sjökapten. Hans mormor kom från Långbäck i Skellefteå kommun men emigrerade till Kanada vid 23 års ålder. Tillsammans med sin fru Dorothy McEwen (Kildall), grundade han företaget Digital Research, Inc. 1974 samtidigt som han arbetade på företaget Intel.
Kildall skapade det första operativsystemet för mikrodatorer - CP/M, som också varit normgivande för dagens moderna operativsystem.
Gary Kildall blev endast 52 år och han dog genom ett slag mot huvudet på restaurangen ”Franklin Street Bar & Grill”, i kaliforniska Monterey den 11 juli 1994.